# جون تومسون (أستاذ جامعي)
جون تومسون (بالإنجليزية: Jon Thompson)‏ هو أمين بريطاني، ولد في 1936، وتوفي في 1 فبراير 2016.